# فانيسا كوان
فانيسا كوان هي أمينة وفنانة كندية، ولدت في القرن العشرين.